# Thế kỷ 11

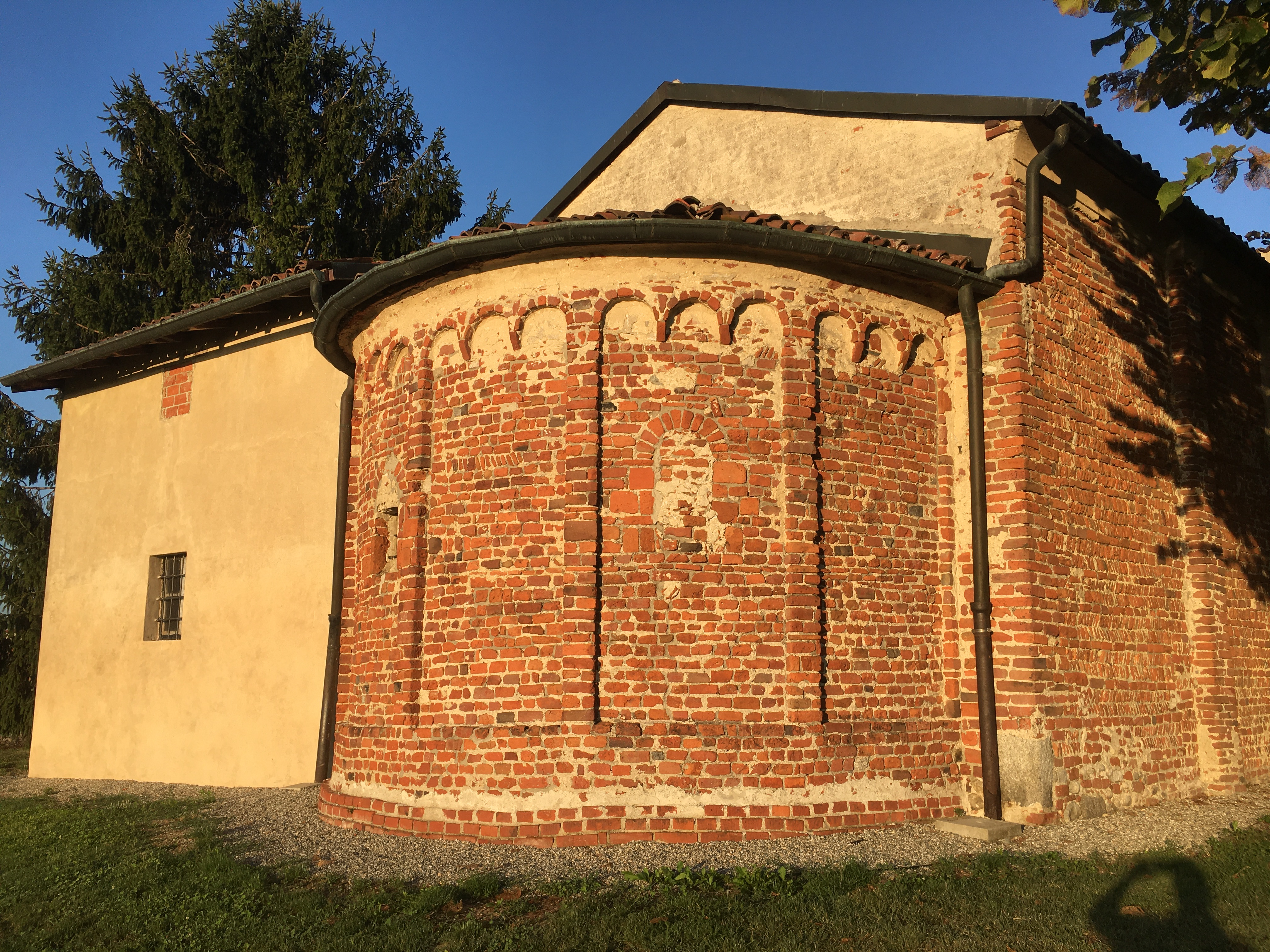
Lời nguyện cầu nguyện của Santa Maria a Garbagna Novarese

Thế kỷ 11 là khoảng thời gian tính từ thời điểm năm 1001 đến hết năm 1100, nghĩa là bằng 100 năm, trong lịch Gregory.